# 恋月姫
恋月姫（こいつきひめ、1955年 - ）は、日本の人形作家。

## 略歴
- 1955年、北海道釧路市生まれ。
- 1980年頃、球体関節人形制作を始める。当初は粘土での制作。
- 1983年、「八月の恋月姫」『人形屋佐吉』人形展示会
- 1987年、天草島原の乱350年祭展「天草四郎像」出品展示。熊本など3箇所巡回。
- 1996年、ビスクドール制作開始。
- 1997年、仙台141・ウルトラバロック展　｢血の涙を流すルチア像｣展示。
- 1998年、作品集｢人形姫｣（撮影片岡佐吉）（小学館）
- 1999年、作品展「聖なる柩」(札幌･時計台）、「月の柩」(原宿･田園詩）
- 2000年、季刊プリンツ21｢恋月姫　少女繭｣恋月姫特集掲載
- 2000年、　作品集｢震える眼蓋｣(角川書店）
- 2004年　2月～3月、｢球体関節人形展Dolls of Innocence｣(東京都現代美術館） - 他の人形作家15名とともに展示
- 2004年、「夜想＃ドール｣特装本の付属として恋月姫コンセプト・ドールを限定制作
- 2004年　12月、展示会｢ルナティック・パンテオン～月の神殿｣（京都ART ZONE）
- 2004年、作品集｢月の神殿｣(studio parabolica))
- 2005年、季刊プリンツ21｢恋月姫　密やかな唇｣恋月姫特集掲載
- 2005年、個展｢月迷宮｣、｢翠迷宮｣（ルーサイトギャラリー）
- 2006年、作品展｢少女娼館｣（ルーサイトギャラリー）
- 2006年、作品集｢人形月｣(小学館）
- 2008年、作品展｢Misericordia｣開催（パラボリカ・ビス）
- 2009年　12月、西武池袋本店｢漫画家萩尾望都原画展｣にて恋月姫ビスクドール特別展示
- 2010年、名古屋栄三越｢漫画家萩尾望都原画展｣にて恋月姫ビスクドール特別展示
- 2011年、福岡博多福岡アジア美術館｢漫画家萩尾望都原画展｣にて恋月姫ビスクドール特別展示
- 2010年、アトリエ作品展｢薔薇薫る会｣（ルナ・アンジェリコ）
- 2011年、アトリエ作品展｢薔薇萌会｣（ルナ・アンジェリコ）
- 2011年、TBS　Doll Show　特別展示
- 2012年、TBS　Doll Show　2nd  特別展示
- 2012年、グランドプリンスホテル新高輪『DOLL EXPO2012』特別招待作展示
- 2012年、アトリエ作品展｢薔薇の雫｣（ルナ・アンジェリコ）
- 2012年、渋谷Bunkamura Gallery 『Another』へのオマージュ―眼球と少女たち―
- 2013年、アトリエ作品展｢聖なる薔薇～Raphaelの幻視～｣（ルナ・アンジェリコ）
- 2014年、作品集｢無憂宮/SANS SOUCI｣（エディシオン・トレヴィル）
- 2014年　3月、「人形の館-HAZAMA-」に参加（「幻想の森へ…」展）
- 2014年　6月、夜想 parabolica-bis「ローゼンメイデン展」特別出展（「時のシンクロニシティ」）
- 2014年　7月、アトリエ展覧会「薔薇の囁き」（ルナ・アンジェリコ）
- 2014年　9月、作品展「アンドロギュノスの双宮」開催（パラボリカ・ビス）
- 2014年　12月、池袋東武百貨店　美術画廊「東武アートフェスタ」作品出展
- 2015年　書籍「PARIS　モードと人形」出版特別企画としてクラシックビスクドール「BRU Jne」を制作
- 2015年　3月、「第2回銀座ビスクドール展」展示（銀座十字屋ホール）
- 2015年　6月、「幻想耽美」展　展示（渋谷Bunkamura Gallery ）
- 2015年　9月、Juliette et Justineコラボレーションイベント「Bienvenue a la Maison de poupee（ドールハウスへようこそ）」開催

他、定期的に個展開催、国内・海外展覧会等に作品出品。 
雑誌、小説、漫画単行本、CD等の表紙などに作品写真を多数提供。

## 作風
ビスク特有の白い肌、端正な顔立ちが特徴の球体関節人形。その眼差しは少し冷ややかにも見える。
ほとんどが少女人形で、目を閉じた眠っている様子のものも多い。

## 作品
素材をビスクに転向してからの作品は原型によってタイプが分かれており、Ariel、Billiel、Babyel、Cliel、Damiel、Enoquiel、Faniel、Gabriel、Haniel、illuminael、Juliel、Kyliel、Lilliel、Michael、Nephilim、Opheliel、Penuel、Queriel, Raphael, Shateiel, Sahaquiel, Teniel, Uriel, Variel が発表されている。

### 書籍・雑誌

#### 単行本 表紙
- 2001年6月 『幼虫』竹河聖著・白泉社
- 2001年9月 『神のふたつの貌』貫井徳郎著・文藝春秋
- 2002年5月 『少女遊戯』宝野アリカ著・愛育社
- 2002年7月 『愛と残酷のギリシア神話』桐生操著・大和書房
- 2002年9月 『荒巫女戦記ヒムカ』臥竜恭介著・徳間書店
- 2002年10月 『揺籃期mezza voce』松尾真由美著・思潮社
- 2003年3月 『アリスの夜』三上洸著・光文社

#### 文庫本 表紙
- 2000年5月 『囁く血』グレアム・マスタートン、マイクル・ギャレット他・祥伝社
- 2000年5月 『 喘ぐ血』リチャード・レイモン、ナンシー・A・コリンズ他・祥伝社
- 2001年6月 『震える血』リチャード・マシスン、ロバート・R・マキャモン他著・祥伝社
- 2001年3月 『恐怖のKA・TA・CHI』藤原桂介、小沢章友編・双葉社
- 2002年11月 『さゆり17歳』藍川京、睦月影郎ほか著・廣済堂出版
- 2003年3月 『聖バルテルミ－女学館』安達遥、風間九郎ほか著・廣済堂出版
- 2003年7月 『スイートルーム』藍川京、安達遥ほか著・廣済堂出版
- 2003年11月 『同窓会』安達遥、北川悦史ほか・廣済堂出版
- 2004年5月 『神のふたつの貌』貫井徳郎著・文藝春秋
- 2006年1月 『最後の記憶』綾辻行人著・角川書店

#### 漫画 表紙
- 1999年8月 『恐怖劇場｢ママがこわい｣』楳図かずお著・小学館
- 1999年9月 『恐怖劇場｢へび少女｣』楳図かずお著・小学館
- 1999年9月 『恐怖劇場｢まだらの少女｣』楳図かずお著・小学館

#### 雑誌 表紙
- 1999年6月 『恐怖体験！アンビリバボー』・角川書店
- 2000年2月 『恐怖体験！アンビリバボー冬の号』・角川書店
- 2003年9月 『伝説の怖い少女マンガ』・白泉社

#### 雑誌 掲載
- 1997年2月号 『MOE』恋月姫人形掲載
- 1998年6月(vol.11) 『S.M.H.』特集「関節人形」恋月姫人形掲載
- 1999年3月号 『ダ・ヴィンチ』Mana(MALICE MIZER)インタビューで恋月姫人形掲載
- 1999年9月vol.22 『DOLL FORUM JAPAN』Close up恋月姫
- 2004年1月号 『アエラ』恋月姫インタビュー
- 2004年2月26日 『アサヒグラフ』恋月姫インタビュー
- 2005年1月季刊 『エス』恋月姫インタビュー「月の神殿」展
- 2005年5月号 『ユリイカ』対談；恋月姫ｘ金原ひとみ
- 2005年2月 『美術手帳』恋月姫ｘやなぎみわ
- 2005年9月 『Illustration』恋月姫インタビュー
- 2006年8月号（No.102） 『フィギュア王』恋月姫インタビュー
- Dolly*Dollyに写真と文の連載中

ほかKERAマニアックス、ゴシック＆ロリータバイブル等にも多数の記事が掲載されている

#### 雑誌 特集
- 2000年 季刊『プリンツ21』『恋月姫　少女繭』恋月姫特集掲載
- 2005年 季刊『プリンツ21』『密やかな唇』恋月姫特集掲載

#### 雑誌 連載
- 2009年 『DOLLY*DOLLY』グラフィック社　「恋月姫の人形万華鏡」写真・文　連載中

### TVCM
- NIKONデジタルカメラ 『クールピクス』 - CM中に藤木直人が撮影している青いドレスの金魚姫

### 映画
- 2012年 『アナザー Another』-見崎鳴をイメージした人形ほか14体

### CD ジャケット・写真
- 2001年5月 『Gardenia』 MALICE MIZER / Midi:nette
- 2003年4月 『赤いカバン』 Caccinica / NEOPLEX
- 2005年4月 『Nervous and innocence 』 EVE OF DISTINY・celtic circle productions
- 2005年album 『神々の黄昏』ALIPROJECT / 徳間ジャパン・コミュニケーションズ
- 2008年9月 『闇の国のアリス/波紋』D全3種ジャケットCD＆DVD